# Мелусия
Мелу̀сия (на гръцки: Μελούσεια; на турски: Kırıkkale) е село в Кипър, окръг Ларнака. Според статистическата служба на Северен Кипър през 2011 г. селото има 390 жители. Де факто е под контрола на непризнатата Севернокипърска турска република.
Намира се на 7 km източно от Атиену.